# Inge Bergh
Inge Bergh (Blankenberge, 16 maart 1974) is een Belgisch schrijfster van kinderboeken.

## Leven
Tijdens haar studie moderne talen ontdekte Bergh haar voorliefde voor geschiedenis en literatuur. Daarna startte ze een opleiding Vertaler-Tolk (Engels-Russisch), maar stopte vroegtijdig. In 1996 trok ze voor een jaar naar Engeland om te werken als gastvrouw in een hotel.

## Werk
Bergh begint haar schrijfcarrière als hobby op haar 16e jaar. Ze schrijft een dagboek over een dramatische periode in haar leven. Dat dagboek ligt aan de basis van haar debuut in 1997, de jeugdroman Vertel het aan niemand, die goed ontvangen wordt. Ze haalt inspiratie voor haar boeken uit verschillende maatschappelijke thema’s, haar eigen leefwereld en andere kunsten. Haar werk heeft een grote variatie in genre en ze schrijft voor verschillende leeftijden. Van het prentenboek Spoken bestaan niet, met illustraties van Ann De Bode, tot de 14+ jeugdroman Moordgriet.
Ze speelt vaak met klanken en herhalingen, wat voor de allerkleinsten zinvol is om te leren lezen zonder over de tong te struikelen. Dat zie je onder andere in Tok de kip, een boek met twee korte verhalen over een bijzondere kip en haar vrienden. De eenvoudige verhaallijn, de speelse tekeningen en de ritmische zinnen stimuleren jonge kinderen om verder en meer te lezen.  
De schrijfster werkt vaak samen met andere auteurs en geeft regelmatig lezingen in bibliotheken en scholen. Ze heeft in totaal al een veertigtal boeken geschreven waarvan enkele vertaald zijn in het Engels, Frans, Zweeds, Deens, Portugees, Koreaans, en Chinees.  

## Bekroningen
- 2015: Vlag en Wimpel (Griffeljury) voor Hond weet alles en Wolf niets

- Bibliothèque nationale de France: cb16655480v (data)
- Digitale Bibliotheek voor de Nederlandse Letteren: berg111
- Gemeinsame Normdatei: 143746677
- International Standard Name Identifier: 0000 0003 6917 727X
- Library of Congress Control Number: no2016144457
- Nederlandse Thesaurus van Auteursnamen: 159523974
- Système universitaire de documentation: 226191168
- Virtual International Authority File: 291005535
- WorldCat: E39PBJB8rXrv4bmmvJMxDKjDMP